# Swiss Indoors 1998 - Qualificazioni doppio
Le qualificazioni del doppio allo Swiss Indoors 1998 sono state un torneo di tennis preliminare per accedere alla fase finale della manifestazione. I vincitori dell'ultimo turno sono entrati di diritto nel tabellone principale. In caso di ritiro di uno o più giocatori aventi diritto a questi sono subentrati i lucky loser, ossia i giocatori che hanno perso nell'ultimo turno ma che avevano una classifica più alta rispetto agli altri partecipanti che avevano comunque perso nel turno finale.
Le qualificazioni del doppio del torneo Swiss Indoors 1998 prevedevano 4 coppie partecipanti di cui una è entrata nel tabellone principale.

## Teste di serie
1. Menno Oosting /  Pavel Vízner (Qualificati)

1. Tuomas Ketola /  Aleksandar Kitinov (ultimo turno)

## Qualificati
1. Menno Oosting  /   Pavel Vízner

## Tabellone

### Legenda
| - Q = Qualificato - WC = Wild card - LL = Lucky loser | - ALT = Alternate - SE = Special Exempt - PR = Protected Ranking | - w/o = Walkover - r = Ritirato - d = Squalificato |

|  | Primo turno | Primo turno                      | Primo turno                    | Primo turno | Primo turno |  |  | Ultimo turno | Ultimo turno                     | Ultimo turno                     | Ultimo turno | Ultimo turno |  |
|  |             |                                  |                                |             |             |  |  |              |                                  |                                  |              |              |  |
|  | 1           | Menno Oosting Pavel Vízner       | Menno Oosting Pavel Vízner     | 7           | 6           |  |  |              |                                  |                                  |              |              |  |
|  |             | George Bastl Michel Kratochvil   | George Bastl Michel Kratochvil | 5           | 3           |  |  | 1            | Menno Oosting Pavel Vízner       | Menno Oosting Pavel Vízner       | 6            | 7            |  |
|  | 2           | Tuomas Ketola Aleksandar Kitinov | 7                              | 6           | 6           |  |  | 2            | Tuomas Ketola Aleksandar Kitinov | Tuomas Ketola Aleksandar Kitinov | 2            | 6            |  |
|  |             | David Roditi Byron Talbot        | 5                              | 7           | 4           |  |  |              |                                  |                                  |              |              |  |